# Mauro Bernardo Pietro Nardi
Mauro Bernardo Pietro Nardi OFMCap (* 6. Juli 1836 in Leonessa, Italien; † 3. Oktober 1911) war ein italienischer Ordensgeistlicher und römisch-katholischer Weihbischof in Oppido Mamertina.

## Leben
Mauro Bernardo Pietro Nardi trat der Ordensgemeinschaft der Kapuziner bei und legte am 9. Oktober 1854 die feierliche Profess ab. Er empfing am 18. Juni 1859 das Sakrament der Priesterweihe. 
Am 13. August 1895 ernannte ihn Papst Leo XIII. zum Titularbischof von Thebae in Thebaide und zum Weihbischof in Oppido Mamertina. Der Kardinalvikar für das Bistum Rom, Lucido Maria Kardinal Parocchi, spendete ihm am 15. September desselben Jahres die Bischofsweihe.